# Kurmanbek Bakijew

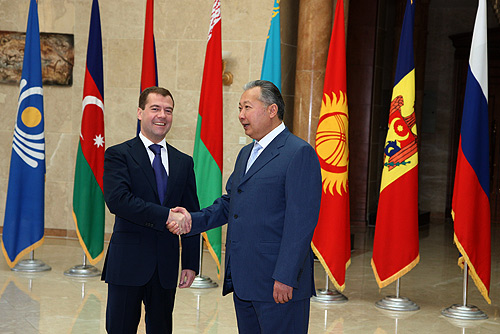
Kurmanbek Bakijew i Dmitrij Miedwiediew, 10 października 2008

Kurmanbek Salijewicz Bakijew (kirg. Курманбек Сали уулу Бакиев, ros. Курманбек Салиевич Бакиев; ur. 1 sierpnia 1949 w Masadanie w rejonie Suzak) – kirgiski polityk, premier Kirgistanu w latach 2000–2002 oraz w 2005, jeden z liderów tzw. tulipanowej rewolucji w marcu 2005, prezydent Kirgistanu od 25 marca 2005 do 15 kwietnia 2010.

## Kariera polityczna
Od kwietnia 1997 do grudnia 2000 sprawował urząd gubernatora obwodu czujskiego. Od 21 grudnia 2000 do 22 maja 2002 pełnił urząd premiera Kirgistanu. 
W marcu 2005 objął stanowisko prezydenta w następstwie tulipanowej rewolucji, która odsunęła od władzy prezydenta Askara Akajewa. Po dymisji Nikołaja Tanajewa, Bakijew został również mianowany przez kirgiski parlament premierem rządu przejściowego. W wyborach prezydenckich z 10 lipca 2005 zwyciężył w pierwszej turze zdobywając 88,9% głosów. 14 sierpnia 2005 został zaprzysiężony na stanowisku. 
W 2007 powołał do życia partię Ak Dżoł, która następnie wygrała wybory parlamentarne w grudniu 2007. W lipcu 2009 odniósł zdecydowane zwycięstwo w wyborach prezydenckich. Oba głosowania zdaniem międzynarodowych obserwatorów nie spełniły standardów demokratycznych. 
6 kwietnia 2010 z powodu społecznego niezadowolenia polityką prezydenta doszło w Kirgistanie do antyrządowych zamieszek pod przewodnictwem opozycji. 7 kwietnia 2010 przeciwnicy prezydenta rozpoczęli szturm na jego siedzibę oraz zdobyli inne budynki administracji państwowej. Wojsko i służby bezpieczeństwa otworzyły ogień do protestujących, w wyniku czego zginęły co najmniej 84 osoby, a ponad 1,5 tys. zostało rannych. Bakijew zmuszony był uciekać na południe kraju, stanowiące bastion jego poparcia. Władzę w państwie przejęła opozycja, która powołała rząd tymczasowy na czele z Rozą Otunbajewą. Rząd ogłosił rozwiązanie parlamentu i przejęcie obowiązków prezydenta. Bakijew odmówił jednak rezygnacji z urzędu, oskarżając odpowiedzialnością za przemoc i śmierć obywateli opozycję. W kolejnych dniach próbował mobilizować swoich zwolenników z południa kraju, jednak pod wpływem nacisków ze strony OBWE, USA i Rosji oraz zapowiedzi rządu tymczasowego o rozpoczęciu akcji policyjnej skierowanej przeciw niemu, 15 kwietnia 2010 odleciał do sąsiedniego Kazachstanu. Tego samego dnia przesłał do kazachskiej ambasady w Biszkeku oficjalne pismo informujące o rezygnacji ze stanowiska szefa państwa.

### Postępowanie karne
12 lutego 2013 kirgiski sąd skazał Bakijewa zaocznie na 24 lata więzienia za tuszowanie przestępstw oraz nadużycia władzy podczas sprawowania funkcji głowy państwa. 
25 lipca 2014 sąd orzekł, że były prezydent jest winny organizowania brutalnego tłumienia protestów antyrządowych, które doprowadziły do obalenia jego reżimu w 2010 roku i skazał go na dożywotnie więzienie. Tego wyroku Bakijew również nie odbędzie, ponieważ od czasu przewrotu ukrywa się na Białorusi, gdzie tamtejsze władze chronią go przed ekstradycją.  